# Lo scarabeo d'oro
Lo scarabeo d'oro (The Gold-Bug) è un racconto scritto da Edgar Allan Poe e pubblicato per la prima volta sul settimanale di Filadelfia Dollar Newspaper tra il 21 e il 28 giugno 1843.

## Trama
La vicenda è ambientata nell'isola di Sullivan, presso la città di Charleston, nella Carolina del Sud e viene raccontata dall'autore in prima persona.
William Legrand, amico del narratore, è l'ultimo discendente di una ricca famiglia di origine ugonotta che per una serie di avversità si trova in miseria e si è ridotto a vivere con un fedele servo di colore di nome Jupiter, ex-schiavo liberato ancora dai familiari di William, in una capanna eretta nella boscaglia della menzionata isola di Sullivan, un lembo di terra sabbiosa di tre miglia per mezzo miglio circa, coperta di arbusti.
Un giorno William, girando per i boschi della terraferma, trova un particolare scarabeo, color oro lucente. La sera stessa il narratore gli fa visita e William gli parla dello scarabeo in termini entusiastici ma, non potendoglielo mostrare in quanto prestato poco prima a un amico tenente, ne improvvisa, su un foglio gualcito rinvenuto nel taschino del panciotto, uno schizzo. L'amico, spaventato dall'arrivo del cane di Mr. Legrand, avvicina inavvertitamente la mano al fuoco del camino e lo schizzo gli appare come il disegno di un teschio, fatto che esterna commentando scherzosamente le scarse qualità di disegnatore di William. Questi, dispiaciuto per tale commento, sta per gettare il disegno nel fuoco ma ci ripensa e lo conserva nel portafogli.
Circa un mese dopo Jupiter si reca a Charleston, su incarico di William, per chiedere all'amico di raggiungerlo al più presto nella sua capanna. Qui, nonostante il suo aspetto non molto salutare (Jupiter aveva dichiarato all'amico la sua preoccupazione per la salute del padrone), convince il narratore ad andare con lui e Jupiter a compiere una ricerca sulla terraferma.
Orientandosi con l'aiuto di una mappa gualcita e portandosi dietro lo scarabeo, William individua un luogo trovato grazie alla decrittazione di un messaggio, ove i tre si impegnano a scavare una profonda fossa rinvenendo quello che dovrebbe essere stato il mitico tesoro di Capitan Kidd.
La scoperta ebbe origine dall'esame attento, da parte di William, della carta sulla quale egli stesso aveva tentato di fare lo schizzo dello scarabeo, la quale, esposta casualmente al calore della fiamma del camino, aveva fatto dire all'amico che vi vedeva un teschio. Successivi approfondimenti rivelarono a William la presenza sul presunto pezzo di carta, in realtà una vecchia pergamena, di un messaggio scritto con inchiostro simpatico (quindi visibile solo riscaldando opportunamente la pergamena) e crittografato, contenente le indicazioni per il rinvenimento del tesoro. Per decifrarlo William si è avvalso del metodo dell'analisi delle frequenze.
Emerge che lo scarabeo, di per sé, c'entra ben poco: la pergamena fu raccolta casualmente da William sul luogo ove fu catturato lo scarabeo, al solo scopo di avvolgervi il mordace coleottero.
Nel racconto l'autore si dilunga a descrivere il metodo di decrittazione seguito da William, riportando naturalmente sia il messaggio crittato sia la sua soluzione.
Nel testo in lingua originale l'autore ricorre a vari giochi di parole, non traducibili in lingua italiana. Traduzione in lingua italiana che è tuttavia stata fatta nel 1898 per opera della Nuova Casa Editrice Bergonzi.